# 恩因巴
14°26′35″S 31°5′15″E / 14.44306°S 31.08750°E
恩因巴（Nyimba），是贊比亞的城鎮，位於該國東部，由東方省負責管轄，是恩因巴縣的首府，距離奇帕塔190公里，海拔高度650米，主要農作物有煙草、甘蔗、小米、大米、西紅柿、洋蔥和花生，2000年人口47,376。